# مسجد فطاني المركزي
مسجد فطاني المركزي (بالإنجليزية: The Central Masjid of Pattani ) هو أكبر مسجد في تايلاند .

## الموقع
يقع مسجد فطاني المركزي على طول طريق يارانج في بلدة فطاني في محافظة فطاني في تايلاند .

## البناء
تم بناء مسجد فطاني المركزي في عام 1954 خلال إدارة بانغليما اجونج ساريت، تم بناء المسجد بشكل مشابه لبناء تاج محل في الهند، فقد بني بأربعة ماذن، على كل جانب من المسجد يوجد مأذنة، ويعلو المبنى عدد من القباب الخضراء مع قبة كبيرة في منتصف سقف المسجد تعد الأكبر بين القباب، ويوجد امام مسجد فطاني المركزي بركة كبيرة مستطيلة الشكل، ويمكن أن النظر إلي المسجد كنسخة طبق الأصل من مسجد فطاني الأوسط في تامان تمدن الإسلام، أو حديقة النصب الإسلامية في كوالا ترغكانو في ماليزيا.

## وصلات خارجية
- البوم صور مسجد فطاني المركزي